# Loporzano
Loporzano est une commune d’Espagne, dans la province de Huesca, communauté autonome d'Aragon comarque de Hoya de Huesca.

## Géographie
La commune de Loporzano se situe à 8 km de Huesca. Elle s'étend sur 168,6 km2, et compte 549 habitants en 2012. 

Une partie de son territoire est occupée par le Parc naturel de la Sierra et des gorges de Guara.

Elle comprend les localités de Aguas, La Almunia del Romeral, Ayera, Bandaliés, Barluenga, Castilsabás, Coscullano, Chibluco, Loscertales, Los Molinos, San Julián de Banzo, Santa Eulalia la Mayor, Sasa del Abadiado, Sipán et Vadiello.

Communes limitrophes : 

Au nord : Nueno. 

À l'ouest : Casbas de Huesca. 

Au sud : Ibieca, Siétamo, Alcalá del Obispo, Monflorite-Lascasas. 

À l'est : Huesca, Tierz, Quicena.

## Histoire
Le 18 août 1391, le roi Jean Ier d'Aragon vendit Loporzano au Monastère de Montearagon.

## Démographie
| 1900 | 1910 | 1930 | 1940 | 1950 | 1960 | 1970 | 1981 | 1986 | 1992 | 1999 | 2004 |
| ---- | ---- | ---- | ---- | ---- | ---- | ---- | ---- | ---- | ---- | ---- | ---- |
| 517  | 505  | 357  | 309  | 288  | 200  | 765  | 475  | 456  | 549  | 507  | 520  |

## Personnalités
- José Cabrero Arnal (1909-1982), républicain espagnol et dessinateur de bandes dessinées, créateur en 1948 du personnage de Pif le chien, est né à Castilsabas Loporzano.